# Erstroff
Erstroff är en kommun i departementet Moselle i regionen Grand Est (tidigare regionen Lorraine) i nordöstra Frankrike. Kommunen ligger i kantonen Grostenquin som tillhör arrondissementet Forbach. År 2022 hade Erstroff 189 invånare.

## Befolkningsutveckling
Antalet invånare i kommunen Erstroff
| Referens: INSEE |